# Atractus zidoki
Atractus zidoki là một loài rắn trong họ Colubridae. Loài này được Gasc & Rodrigues mô tả khoa học đầu tiên năm 1979.